# François-Xavier-Marc-Antoine de Montesquiou-Fézensac
Padre François-Xavier-Marc-Antoine, Duque de Montesquiou-Fezensac, es un clérigo y político francés nacido en el Castillo de Marsan ( Gers) el 3 de agosto de 1756 y murió en el Castillo de Cirey (Haute-Marne) el 4 de febrero de 1832 .

## Biografía
Hijo de Marc-Antoine de Montesquiou-Fézensac, conde de Montesquiou, capitán del Regimiento de la Marina, y de Françoise Catherine de Narbonne-Lara, tomó las órdenes sagradas, obtuvo la Abbaye de Beaulieu (Alta - Abadía de Beaulieu (Marne) (Marne), cerca de Langres, en 1782, y otra abadía de Beaulieu, cerca Le Mans, en 1786, con una renta total de 15.000 libros. El Abbé de Montesquiou fue agente general del clero de Francia en 1785.
Abad de Beaulieu, fue elegido, el 30 de abril de 1789, diputado del clero por la ciudad de París a los Estados Generales de 1789, formó parte del comité eclesiástico y del comité de informes, se opuso a la abolición del diezmo, pero tomó poca parte en las discusiones ruidosas y apasionadas, prefiriendo hacer oír, en los momentos de calma, con suma cortesía, las opiniones que creía útiles: Mirabeau lo llamó "pequeña serpiente engatusadora".
En la apertura de los Estados Generales, se adhirió a las decisiones de la minoría de su orden, rechazó la reunión de las tres órdenes y el voto por cabeza, votó siempre con los partidarios del Antiguo Régimen, y firmó, el 12 de septiembre de 1791, la protesta contra la constitución se sometió a la aprobación del rey.
Se reunió en la Asamblea Constituyente sólo por orden de Luis XVI y se destacó allí, junto a abbé Maury, por su talento oratorio.
Presidente de la Asamblea de 4 de enero 1790 a 18 de enero 1790, luego de 28 de febrero 1790 al 14 de marzo 1790, protestó contra el derecho que la Asamblea se arrogaba de liberar a los religiosos de sus votos, se pronunció, sobre la cuestión del derecho a la paz y a la guerra, a favor del rey, y arremetió, respondiendo a Mirabeau, la constitución civil del clero.
Familiarizado con el Tuileries, emigró a Inglaterra después del Día del 10 de agosto de 1792, luego a América, y no volvió a Francia hasta 9 termidores. Fue entonces, con Royer-Collard, Becquey, Charles-Georges de Clermont-Gallerande y Quatremère de Quincy, miembro de la comité realista en París, que permaneció en correspondencia regular con Luis XVIII. Fue Abbé de Montesquiou quien fue encargado de llevar al Primer Cónsul la carta en la que Luis XVIII invitaba a Bonaparte a imitar a Monck. Bonaparte no guardó rencor contra el abad, pero este último, habiendo renovado su acercamiento, fue exiliado a Menton (Menton (comuna)), donde no fue molestado.